# Héctor Malamud
Héctor Malamud, né le 9 août 1943 à Buenos Aires et mort le 17 décembre 2008 dans la même ville, était un acteur de théâtre, cinéma et télévision et un metteur en scène argentin.

## Biographie
Il fait ses débuts à 9 ans au sein de la Compañía Juancho de Teatro Infantil puis, adulte, se forme entre autres auprès d'Oscar Fessler à l'Institut de Théâtre de l'Université de Buenos Aires.
Il intervient ensuite dans différentes œuvres, mais sa consécration arrive en 1973 avec El gran soñador (Le Grand rêveur), mis en scène par Lía Jelín, sur une musique composée par Mario Litwin. Il s'agit d'un spectacle de mime en hommage à Charlie Chaplin dans lequel il incarne Chaplin, en compagnie de l'actrice Leonor Galindo qui campe tous les personnages féminins et "Le Pibe". Ce spectacle, ainsi que la situation politique en Argentine, motivèrent leur émigration vers l'Europe où ils rencontrèrent un grand succès en Espagne, en Allemagne et en France (Festival d'Avignon "off" avec le titre Le Grand rêveur).
Héctor Malamud s'établit à Paris et entre en contact avec les metteurs en scène Jorge Lavelli, Víctor García, Alfredo Arias, Benito Gutmacher, Carlos Trafic et Jérôme Savary. Il y créé People Love Me, avec une mise en scène de Benito Gutmacher, œuvre également présentée dans le "In" du Festival d'Avignon et présentée postérieurement à Buenos Aires sous le titre La gente me ama.
Pendant ses quinze années en Europe, il a joué ou mis en scène de nombreux spectacles tels que Ding-dong clown, Ulyses, La véritable histoire d'Isaac Gagman, People love me, One God Show, Et' pericoloso sporgiersi, Hôtel Babel, outre les réalisés avec Carlos Trafic et Benito Gutmacher: Les 3 Rois mages (qu'il a présenté au Festival de Théâtre de Nancy), Provocation à Shakespeare, Murders Brothers, Monsieur Quixote électronique.
Il retourne à Buenos Aires en 1989 où il crée Tango Clips et, en 1992, Une visite inopportune, d'après l’œuvre posthume de Copi, au Teatro General San Martín avec Jorge Mayor. En 1990, il remporte le Condor d'argent.

## Filmographie
- 1983 : Signes extérieurs de richesse de Jacques Monnet : Manuel, le factotum de Gigi
- 1984 : Les Ripoux de Claude Zidi : Manuel
- 1986 : Les Clowns de Dieu de Jean Schmidt : un frère Lumière
- 2003 : Disparitions de Christopher Hampton :
- 2004 : Roma d'Adolfo Aristarain : Kaminski